# HD 169830 c
HD 169830 c是一顆位於人馬座的太陽系外行星，被認為是類木行星，質量是木星的3.5倍，半徑可能只比木星稍大。它以橢圓形軌道環繞母恆星，周期1830日。